# 達坂城の姑娘
達坂城の姑娘（たっぱんじょうのクーニャン、中国語: 達坂城的姑娘）は大坂城の姑娘（大坂城的姑娘）とも呼ばれ、王洛賓が新疆ウイグル自治区達坂城区（現在達坂と一般に呼ばれている地域は、大坂とも呼ばれていた）でウイグル族の民謡を採譜して、中国語歌詞を付けて1938年に発表した歌曲である。発表当初は蘭州地区で「馬車夫之歌」として知られたで、現在中国でもよく歌われる歌である。
原題は「カンバルハン」（ウイグル語：Qambarxan、中国語：康巴爾罕）だと言われていて、その内容は達坂城（城は町の意味）の美しい娘さんを、若者男性があこがれて詠ったもの。

## 言い換え
「達坂城の」を各地方に言い換えて、「杭州の」、「大阪の」に置き換えたり、童謡「のろまの象さんも踊れます」（大笨象會跳舞）としても歌われている。

## 参照項目
- 王洛賓採譜の主要歌曲